# Красный Миронов
Красный Миронов — посёлок в Сызранском районе Самарской области в составе сельского поселения Печерское.

## География
Находится на правом берегу Усинского залива Куйбышевского водохранилища на расстоянии примерно 26 километров по прямой на востоко-северо-восток от северо-восточной границы районного центра города Сызрань.

## Население
Постоянное население составляло 26 человек в 2002 году (русские 77 %), 35 в 2010 году.